# يا كندا
نشيد كندا الوطني 
في كندا، أيضاً يتم اعتماد النشيد الملكي «فليحفظ الله الملك» الذي هو أيضاً النشيد الوطني الإنجليزي.

## الكلمات الرسمية
| رسمي (إنجليزي) | رسمي (فرنسي) | ترجمة النشيد الرسمي (إنجليزي) بالعربية |
| --- | --- | --- |
| O Canada! Our home and native land! True patriot love in all of us command. With glowing hearts we see thee rise, The True North strong and free! From far and wide, O Canada, We stand on guard for thee. God keep our land glorious and free! O Canada, we stand on guard for thee! | Ô Canada! Terre de nos aïeux Ton front est ceint de fleurons glorieux Car ton bras sait porter l'épée Il sait porter la croix Ton histoire est une épopée Des plus brillants exploits Et ta valeur, de foi trempée Protégera nos foyers et nos droits | آه كندا، يا بيتنا وأرضنا الأم أوجبي أولادكِ حُباً وطنياً صادقاً بقلوب منورة نراك ترتفعين الشمال الحقيقي قويٌ وحرٌ من بعيد وقريب، آه كندا نقف بتأهب لأجلك فليبقي الله أرضنا مجيدة وحرّة آه كندا، نقف بتأهب من أجلك آه كندا، نقف بتأهب من أجلك. |

ترجمة النشيد الرسمي (فرنسي) بالعربية
أو كندا! أرض الآباء والأجداد،
ومكللا جبين خاصتك مع الزهورامجيدة
كما ذراعك يعرف ارتداء السيف،
لأنه يعلم تحمل الصليب!
قصتك هي ملحمة
مآثر ألمع.
وقيمة الخاص بك، والإيمان خفف،
حماية بيوتنا وحقوقنا.
حماية بيوتنا وحقوقنا. '